# Д'яконенко Марина Олександрівна
Марина Олександрівна Д'яконенко (нар. 24 травня 1987, Полтава) — українська акторка театру, кіно.

## Походження та навчання
Марина Д‘яконенко народилася 1987 року в Полтаві. Навчалася в майстерні Юрія Мажуги Театральному університеті імені Івана Карпенко-Карого, який закінчила в 2010 році.
== Творчість  У 2010 році влаштувалася до Київського театру юного глядача на Липках, де грає Олену в постановці «Сон в літню ніч». Працює з відомими акторами в декількох інших театральних постановках.
З 2011 року почала з'являтися у фільмах і серіалах. Перший кінематографічний досвід — епізодична роль в «Арифметиці підлості». А 2012 році приголомшливо зіграла Кицю в серіалі «Джамайка» і Ольгу Кузнецову в популярному серіалі «Жіночий лікар».
У 2014 році в серіалі «Лист очікування» з'явилася відразу в декількох серіях. Глядачі високо оцінили її Людмилу в «Дворняжці Лялі» та Свєтку в «Мажорі» (2014). Після цього потрапила в списки режисерів. У 2015 році отримала головну роль Наді Шевченко в серіалі «Безсмертник».

### Театральні ролі
Виступає в Київському театрі юного глядача на Липках
- Олена — «Сон в літню ніч»
- Віра — «Шиндай»
- Арманда — «Мольєріана»
- Енні — «Мене надіслав доктор Хоу»

### Ролі в кіно
| Рік         |   | Назва                                    | Роль |
| ----------- | - | ---------------------------------------- | --- |
| 2020        | с | Я буду любити тебе вічно (у виробництві) | Олена |
| 2020        | ф | Побачення у Вегасі                       | Оксана |
| 2019        | ф | Біля причалу                             | |
| 2019        | ф | Слуга народу-3. Вибір                    | |
| 2019        | с | Папік                                    | |
| 2018        | с | За правом любові Україна                 | Марина |
| 2017        | с | Ментівські війни. Одеса Україна          | Валя, наречена Кравченко (в титрах — Буштрук Марина) у фільмі 3 «Холодне блюдо»                                  |
| 2017        | с | Ментівські війни. Київ Україна           | у фільмі 6 «На круги своя», фільмі 7 «Вольному — воля», фільмі 8 «Не вір очам своїм», фільмі 9 «Поцілунок кобри» |
| 2017        | с | Було у батька два сини Україна           | Ліза, донька Свиридова                                                                                           |
| 2016        | с | На лінії життя Україна                   | Надя Селіванова                                                                                                  |
| 2015        | с | Безсмертник Україна                      | Надя Шевченко (головна роль)                                                                                     |
| 2016        | с | Мажор                                    | Свєтка, офіціантка у барі                                                                                        |
| 2014        | с | Дворняжка Ляля                           | Людмила |
| 2013 — 2014 | с | Сашка Україна                            | Дарина Привалова                                                                                                 |
| 2012        | с | Лист чекання                             | Вероніка, стажер-диспетчер у 9-й та 11-й серіях                                                                  |
| 2012        | с | Жіночий лікар                            | Ольга Кузнєцова, сестра Ірини (у 37-й серії «Під прицілом»)                                                      |
| 2012        | с | Джамайка                                 | Кіса |
| 2011        | с | Арифметика підлості Україна              | епізод |

## Визнання
- фіналістка премії «Київська пектораль» (2017) у номінації «Найкраще виконання жіночої ролі другого плану» за роль Енні у виставі «Мене надіслав доктор Хоу».